# Summer Jam (chanson)
Pour la chanson de The Underdog Project voir Summer Jam
Singles de R.I.O.
Party Shaker
(2012)
Singles par U-Jean
That Girl
(2012)
Summer Jam est une chanson du groupe de dance allemand R.I.O. interprétée par le chanteur américain U-Jean. Le single sort le 27 juillet 2012 sous le label Kontor Records. La chanson reprend le sample le refrain de Summer Jam (2000) du groupe de dance allemand The Underdog Project.

## Liste des pistes
Téléchargement digital
1. Summer Jam - 3:02
2. Summer Jam (Crew Cardinal Radio Edit) - 3:35
3. Summer Jam (Crew 7 Radio Edit) - 2:57
4. Summer Jam (Extended Mix) - 4:27
5. Summer Jam (Crew Cardinal Remix) - 5:48
6. Summer Jam (Crew 7 Remix) - 4:53

## Classement par pays
| Classement (2012)            | Meilleure position |
| ---------------------------- | ------------------ |
| Autriche (Ö3 Austria Top 40) | 2                  |
| Allemagne (Media Control AG) | 7                  |
| France (SNEP)                | 39                 |
| France (Club 40)             | 4                  |
| Israël (Media Forest)        | 10                 |
| Slovaquie (IFPI Rádio)       | 39                 |
| Suisse (Schweizer Hitparade) | 2                  |

## Historique de sortie
| Pays      | Date            | Format                 | Label          |
| --------- | --------------- | ---------------------- | -------------- |
| Allemagne | 27 juillet 2012 | Téléchargement digital | Kontor Records |